# United World Wrestling
United World Wrestling (UWW) is de internationale federatie voor worstelen en is gevestigd in Lausanne. Tot 2014 was UWW bekend onder de naam Fédération Internationale des Luttes Associées (FILA). De federatie organiseert internationale wedstrijden, zoals wereldkampioenschappen en houdt toezicht op het worstelen op de Olympische Zomerspelen.
Enkele leden van de UWW zijn de Nederlandse Olympische Worstelbond, de Koninklijke Belgische Worstelbond en de Surinaamse Worstelfederatie.
- Gemeinsame Normdatei: 2151920-1
- Virtual International Authority File: 135699990